# Доув, Артур
Артур Гарфилд Доув (англ. Arthur Garfield Dove; 1880, Канандейгуа, Нью-Йорк — 1946, Хантингтон, Нью-Йорк) — американский художник, один из первых абстракционистов в США.

## Жизнь и творчество
Родился в богатой семье, родители были выходцами из Англии. Отец художника занимался политикой и был успешным предпринимателем, владельцем завода по производству стройматериалов. Юноша интересовался живописью и музыкальным творчеством. Первые уроки рисования Доув получил от соседа-любителя, учившего его пейзажной живописи. Впоследствии закончил Корнеллский университет, где уже был известен как талантливый художник-иллюстратор. Затем работал в Нью-Йорке как профессиональный иллюстратор. В 1907 году уезжает со своей женой в Париж, где входит в группу живших там американских художников-авангардистов, которые находились под влиянием творчества Анри Матисса и французских фовистов. В 1908 и 1909 годах Доув выставляет свои полотна в парижских Осенних салонах. Вернувшись в Нью-Йорк, он принимает окончательное решение стать профессиональным художником. Недовольный перспективами иллюстратора — создателя рекламы, он переезжает из Нью-Йорка в сельскую местность, чтобы вблизи природы целиком посвятить себя избранному творчеству.
В 1909 году Доув знакомится и заводит дружеские отношения с галеристом Альфредом Стиглицем, предложившим художнику свою модернистскую галерею 291. В ней в 1910 году мастер выставляет свои полотна на презентации Молодые американские художники (Young American Painters). Начиная с 1911—1912 года он создаёт свои первые, подобные работам В. Кандинского, абстрагированные картины-пейзажи. В 1912 году проходит первая персональная выставка Доува в галерее Стиглица. Именно под влиянием последнего, знакомого с произведениями Кандинского, Доув начинает экспериментировать в области абстрактного творчества, отойдя от традиционного материализма искусства XIX — начала XX столетия. На своей выставке 1912 года он демонстрирует серию пастельных рисунков под названием Десять заветов (Ten Commandments), бывших первыми абстрактными работами в американской живописи. В дальнейшем художник становится одним из известнейших прогрессивных американских мастеров. В 1912—1946 годах он регулярно выставляется в галереях А. Стиглица 291, Intimate Gallery и An American Place.

## Галерея
- Рифы 1911
- Паруса 1911-1912
- 1929
- 1935
- 1937
- 1940
- 1930